# Brooklyn (livro)
Brooklyn é um livro irlandês escrito por Colm Tóibín lançado em 29 de abril de 2009 pela Viking Press. No mesmo ano, o romance recebeu prêmios renomados internacionalmente, como Costa Novel Award, International IMPAC Dublin Literary Award e Prêmio Man Booker. Foi adaptado para o cinema no filme homônimo de 2015.

## Enredo
É a história de uma emigrante irlandesa que vai para os Estados Unidos, munida apenas do sentimento miserável de estar deslocada e cheia de saudades de casa. É uma jovem mulher que não está certa de ter tomado a decisão certa. 

## Personagens
- Eilis